# Xaffévillers
Xaffévillers (1800 noch mit der Schreibweise Xaffeviller) ist eine französische Gemeinde mit 133 Einwohnern (Stand 1. Januar 2022) im Département Vosges in der Region Grand Est (bis 2015 Lothringen). Sie gehört zum Arrondissement Épinal und zum Kommunalverband Région de Rambervillers.

## Geografie

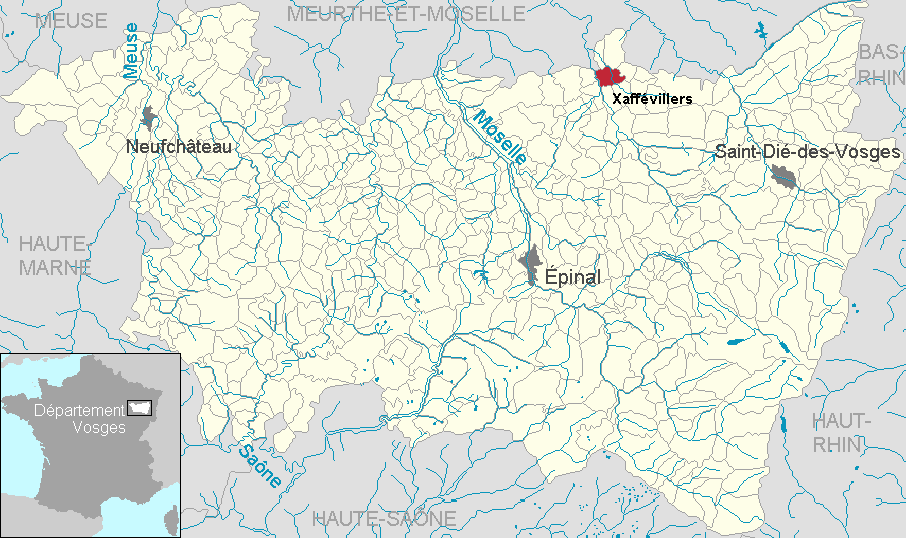
Lage der Gemeinde Xaffévillers im Département Vosges

Die Gemeinde Xaffévillers liegt im Tal der Belvitte, einem Nebenfluss der Mortagne, am Rande der Vogesen. Im Nordwesten grenzt das Gemeindegebiet an das Département Meurthe-et-Moselle. Die Kleinstadt Rambervillers liegt acht Kilometer südlich, die Stadt Lunéville 25 Kilometer nordwestlich von Xaffévillers. Nachbargemeinden von Xaffévillers sind Domptail im Norden, Ménarmont im Nordosten, Doncières im Südosten, Roville-aux-Chênes im Süden, Saint-Maurice-sur-Mortagne im Südwesten, Deinvillers im Westen sowie Magnières und Saint-Pierremont im Nordwesten.

## Bevölkerungsentwicklung
| Jahr      | 1962 | 1968 | 1975 | 1982 | 1990 | 1999 | 2006 | 2015 | 2022 |
| Einwohner | 152  | 166  | 130  | 134  | 145  | 155  | 141  | 153  | 133  |

Im Jahr 1846 wurde mit 524 Bewohnern die bisher höchste Einwohnerzahl ermittelt. Die Zahlen basieren auf den Daten von cassini.ehess und INSEE.

## Sehenswürdigkeiten

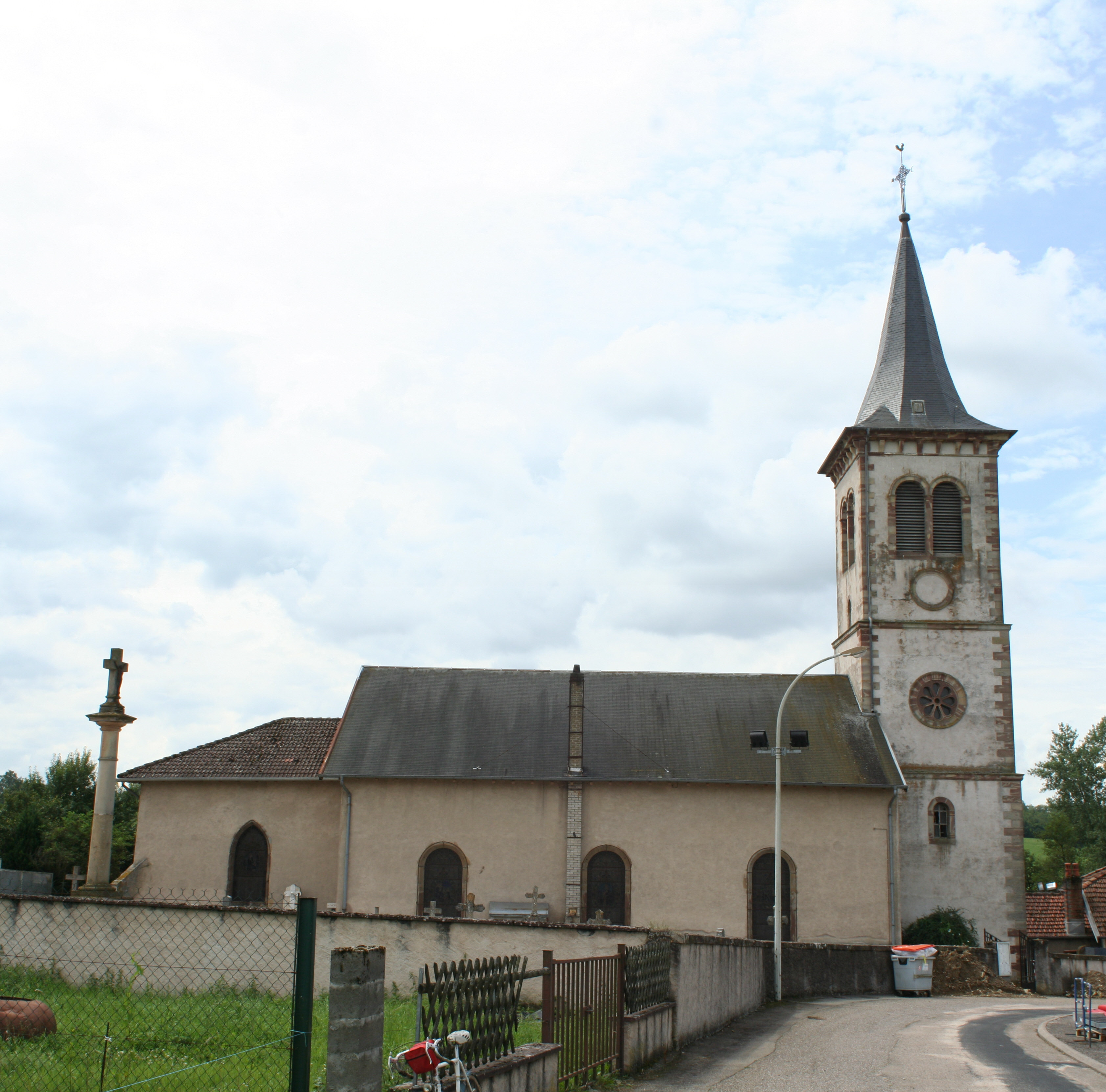
Kirche Saint-Gengoult
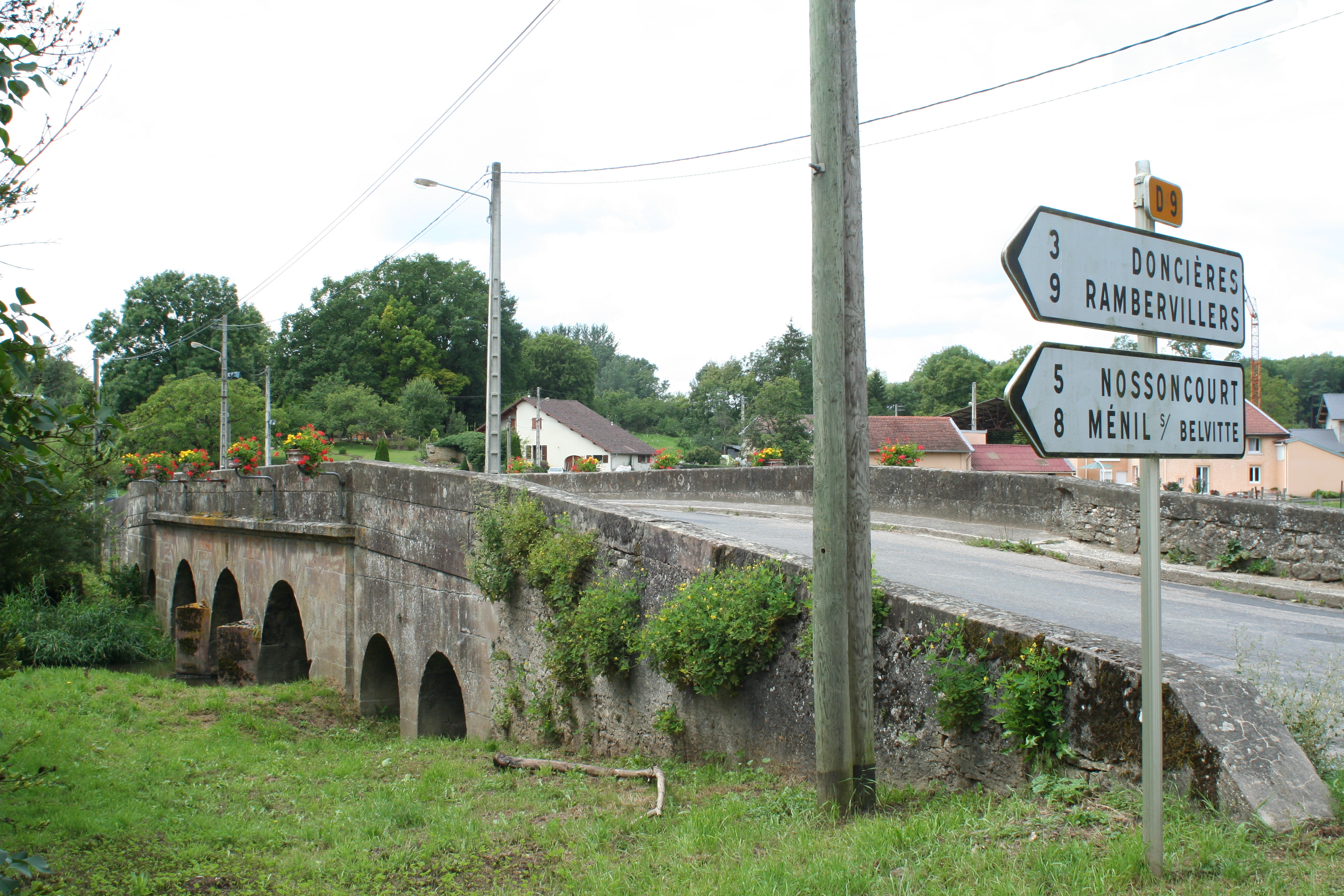
Brücke über die Belvitte

- Kirche Saint-Gengoult
- Brücke über die Belvitte

## Wirtschaft und Infrastruktur
In der Gemeinde sind drei Landwirtschaftsbetriebe ansässig (unter anderem Geflügelzucht).
Durch den Westen des Gemeindegebietes von Xaffévillers führt die Fernstraße D 914 von Lunéville nach Rambervillers. In der nahen Stadt Baccarat besteht ein Anschluss an die autobahnartig ausgebaute RN 59 von Lunéville nach Saint-Dié-des-Vosges. Der 14 Kilometer von Xaffévillers entfernte Bahnhof Baccarat liegt an der Bahnstrecke Lunéville–Saint-Dié.

## Sonstiges
Im August 2009 fand im Süden des Gemeindegebietes auf dem Gelände eines ehemaligen Flugplatzes ein Simultan-Pflügen statt. Mit 793 Traktoren wurde dabei ein französischer Rekord aufgestellt.

## Belege
1. ↑  Ortsname auf cassini.ehess.fr
2. ↑  Xaffévillers auf cassini.ehess
3. ↑  Xaffévillers auf INSEE
4. ↑  Landwirtschaftsbetriebe auf annuaire-mairie.fr (französisch)
5. ↑  E. Nurdin: Vosges : premier championnat de labour de la grande région aujourd’hui et demain à Villers. In: vosgesmatin.fr. Abgerufen am 18. Oktober 2018 (französisch).